# 香港第四條過海鐵路
第四條過海鐵路，又稱東鐵紅磡海底鐵路隧道，是香港一項鐵路工程項目，是港鐵東鐵綫由紅磡站至會展站的路段名稱。

## 工程項目
「第四條過海鐵路」與「大圍至鑽石山綫」、「東九龍綫」合稱為「沙田至中環綫」，為該綫的第二期工程，亦被稱為東鐵綫過海段。
該線由九龍紅磡站新建月台開始，越過維多利亞港專用隧道及銅鑼灣避風塘到達香港島的會展站及金鐘站。
根據《鐵路發展策略2000》原來的計劃，第四條過海鐵路是沙田至中環綫的部分，連同大圍站至鑽石山站鐵路連成大圍至中環的南北向鐵路走廊。2004年，九廣鐵路公司則建議第四條過海鐵路改為連接九廣東鐵（現稱東鐵綫），將現有東鐵綫向南延伸，成為南北走廊，故讓來自內地以及新界東新市鎮等地的乘客毋須轉乘則可直達香港島中環。。
根據運輸及房屋局在2008年3月11日發表的沙田至中環線初步方案，第四條過海鐵路的啟用年份定為2020年，比較沙中綫其餘部分至少遲兩年。同時，中環南站因為未有合適選址，故決定押後興建，因此第四條過海鐵路的南端終站將改設於金鐘站。
但由於紅磡站地底月台需要進行加固工程，通車時間最終修訂為2022年5月15日，並在2022年2月1日起開始試營運。

## 設計
整條隧道走線由紅磡至銅鑼灣奇力島，由11段箱形混凝土沉管組成，設有兩條正線管道及一條位於西側的逃生通道，當中中段隧道更輔以爆破方式，以移除海床坑道位置的硬石；而位於銅鑼灣避風塘的路段，則為配合臨時填海興建的明挖回填式隧道（包括由中環及灣仔繞道工程代建的其中160米隧道）。與其他新建的港鐵路線一樣，此隧道內均採用無碴道床及剛性架空電纜。值得一提的是，東鐵綫其中一個中性區設於此隧道內，以分隔由中華電力及香港電燈供電的區段。
在隧道兩側，各設有一座通風大樓（分別名為「北面通風大樓」（NOB）及「南面通風大樓」（SOB））連防洪閘，並附設緊急通道；當中，後者位於因隧道工程而重建的警官會所南側，並附設牽引變電站；此外，大樓內亦為未來將軍澳綫西延工程預留興建緊急通道的空間。

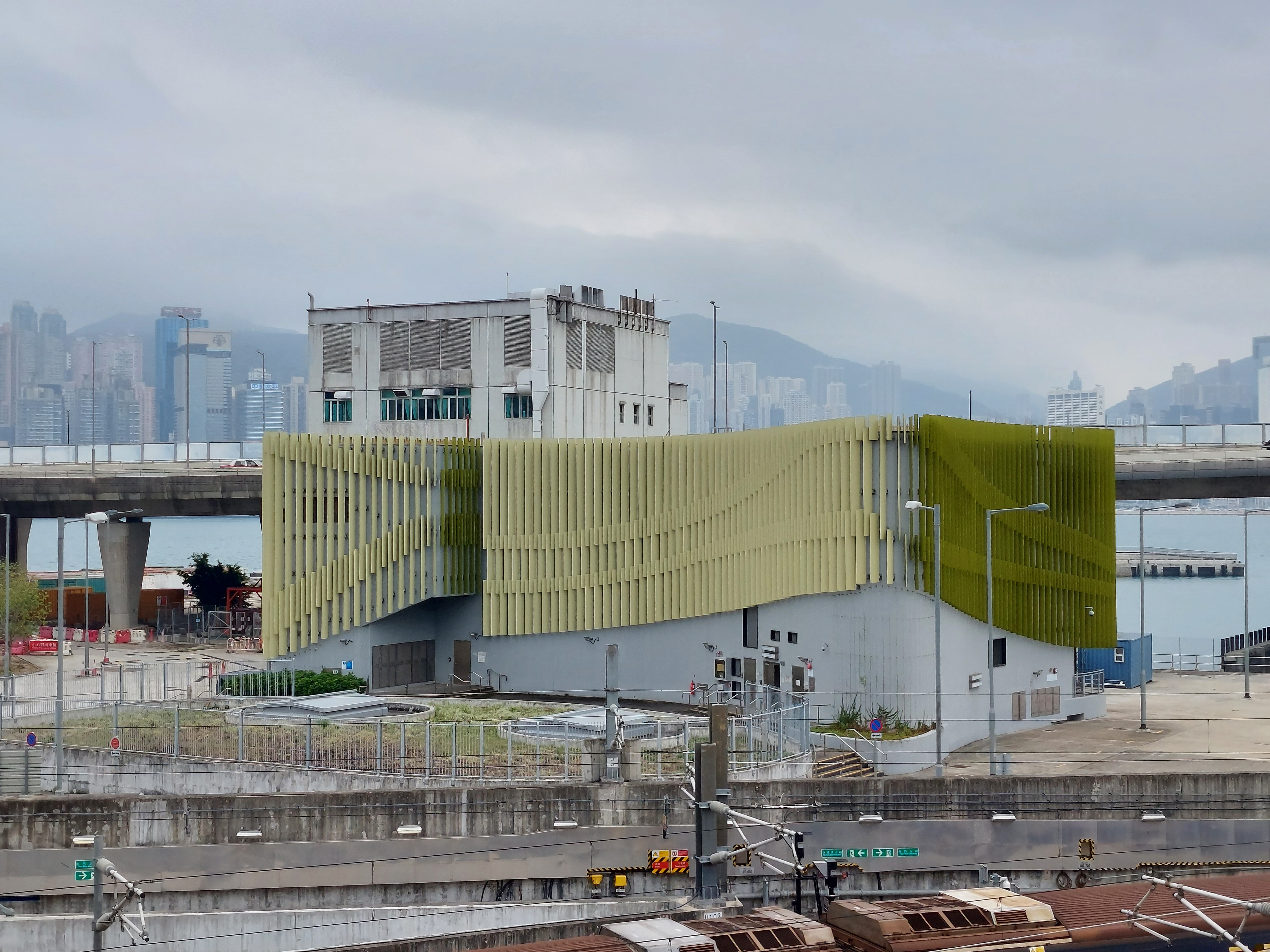
北面通風大樓
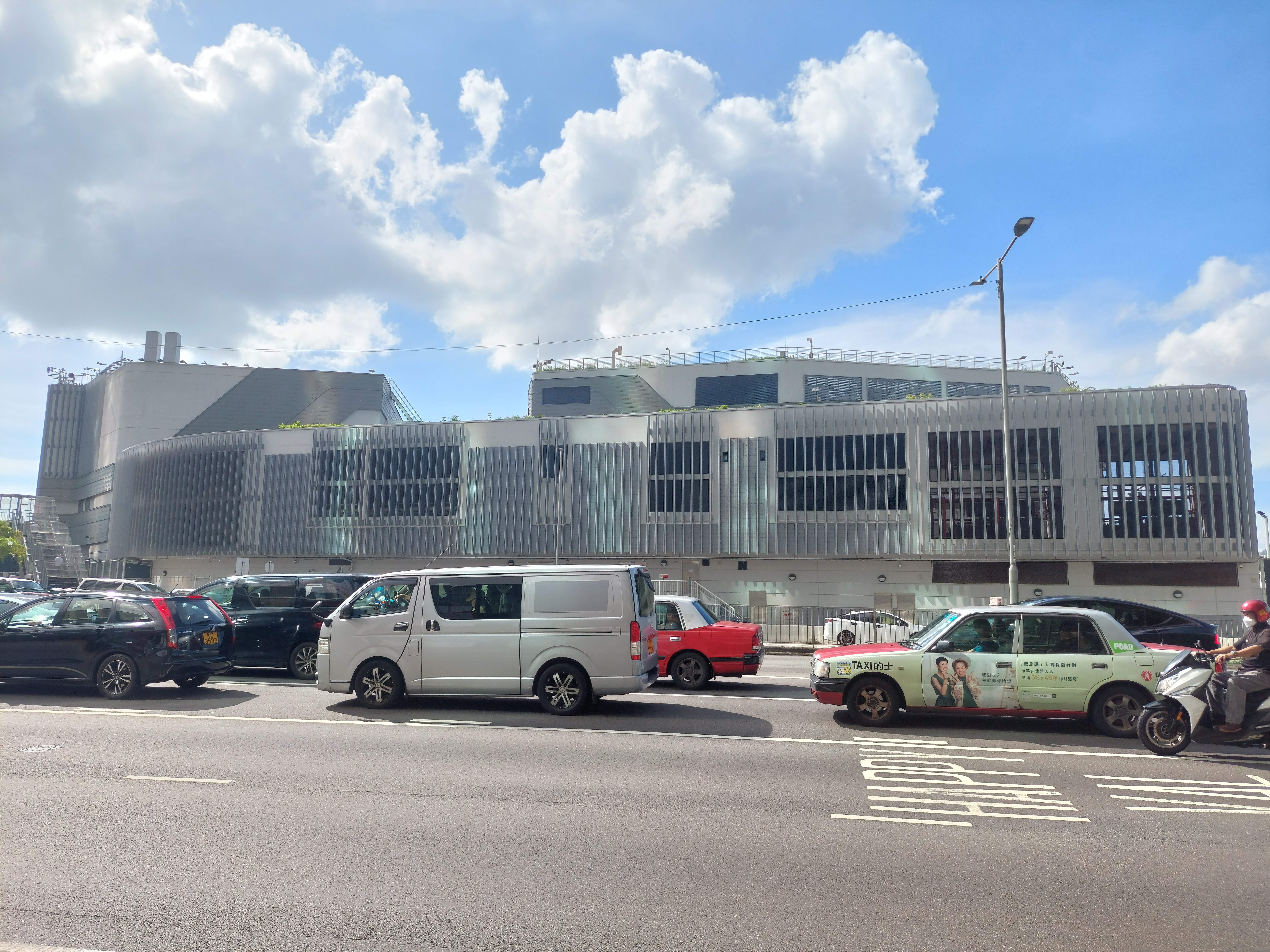
南面通風大樓
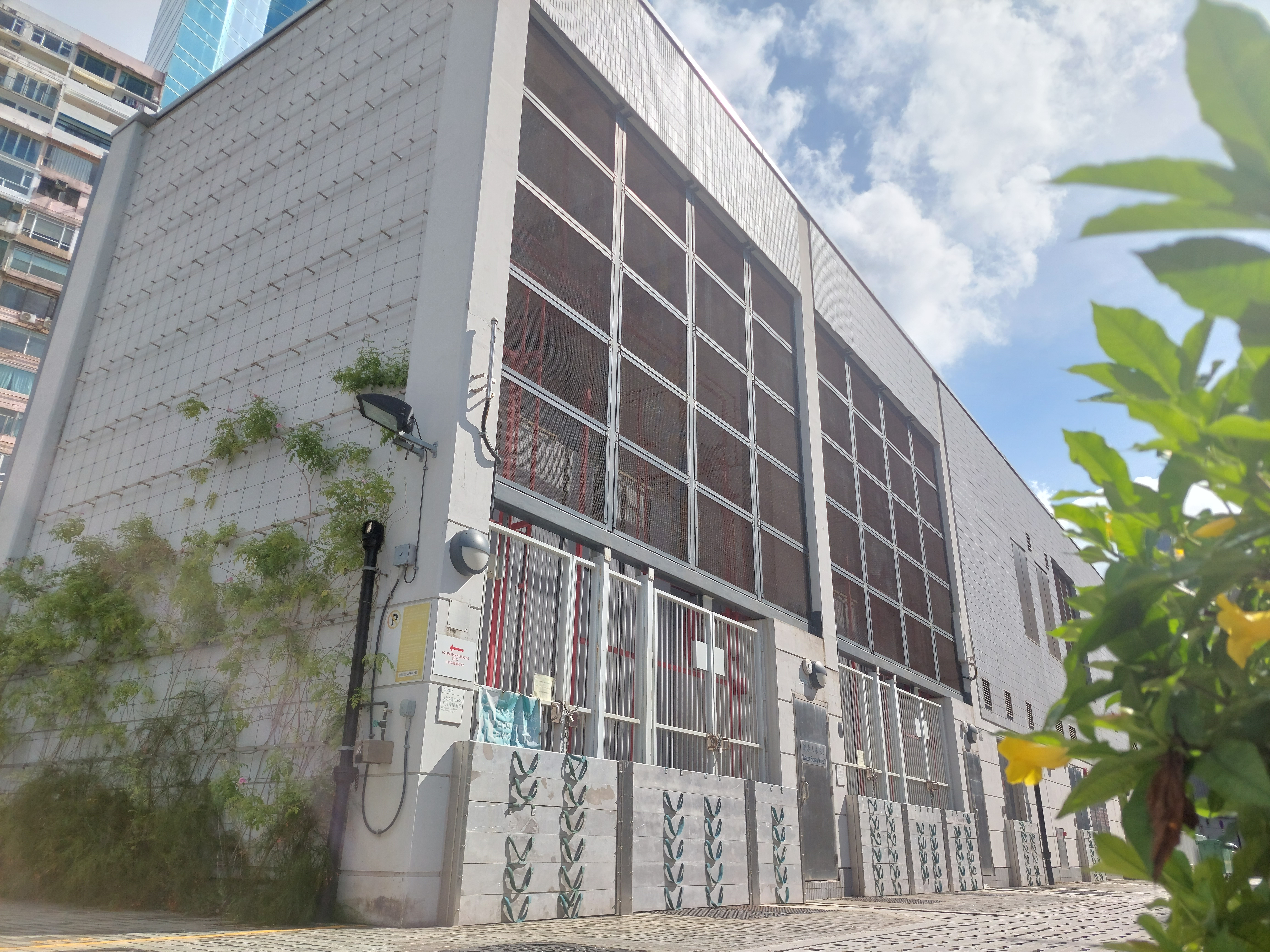
設於南面通風大樓的牽引變電站

## 興建大事時序
- 2014年12月10日：過海隧道工程合約批予五洋建設-中國建築聯營。
- 2017年3月13日：過海隧道預製沉管組件在前石澳石礦場完成建造，開始注入海水，使之慢慢浮起[10]。
- 2017年6月8日：每件重約2.3萬噸，長約160米的混凝土預製沉管開始拖離製造場，先拖往將軍澳的臨時繫泊區安裝輔助設施[6]。
- 2017年6月21日：首節混凝土預製沉管在銅鑼灣避風塘附近維港海床完成沉放及安裝[11]。
- 2018年1月22日：沉管沉放工程完成70%，即已橫跨超過三分之二個維港[12]。
- 2018年4月12日：最後一件隧道預製沉管在維港銅鑼灣避風塘附近海床完成沉放及安裝[13][14][15]。
- 2022年2月1日：東鐵綫過海段完工，並移交港鐵車務部作全面試車。
- 2022年5月15日：東鐵綫過海段通車。

## 其他跨越維港的鐵路
截至2022年，香港共有4條過海（跨越維多利亞港海底）鐵路，除此隧道外尚包括另外三條：
- 荃灣綫[註 2]尖沙咀至金鐘，於1980年2月12日通車（香港第一條過海鐵路）
- 將軍澳綫[註 3]油塘（1989年至2002年為藍田）至鰂魚涌，取道東區海底隧道，於1989年8月6日通車
- 機場鐵路九龍至香港（東涌綫與機場快綫共用管道及路軌，名為西區沉管隧道），於1998年6月22日及7月6日分階段通車